# Мурманская губерния
Му́рманская губе́рния — губерния в составе РСФСР. Образована 13 июня 1921 года декретом ВЦИК из Александровского уезда Архангельской губернии с центром в городе Мурманске. Регион просуществовал недолго и уже 1 августа 1927 постановлением ВЦИК Мурманская губерния была преобразована в Мурманский округ и включена в состав Ленинградской области.
Впервые Мурманская губерния образована 2 февраля 1920 года постановлением Временного правительства в составе Северной области из Александровского, Кемского уездов и части Олонецкой губернии. Однако меньше чем через месяц 21 февраля на территории губернии была восстановлена советская власть и губерния была упразднена приказом № 44 Архангельского губернского революционного комитета от 16 марта 1920, а уезды восстановлены.
По данным на 1 января 1926 года губерния делилась на 9 волостей, которые подразделялись на 45 сельсоветов (с/с):
- Александровская. Центр — город Александровск. 7 с/с
- Кольско-Лопарская. Центр — город Кола. 7 с/с
- Кузоменская. Центр — село Кузомень. 3 с/с
- Ловозерская. Центр — село Ловозеро. 4 с/с
- Новозерская. Центр — село Озерко. 5 с/с
- Понойская. Центр — село Поной. 4 с/с
- Териберская. Центр — село Териберка. 7 с/с
- Тетринская. Центр — село Тетрино. 4 с/с
- Умбская. Центр — село Умба. 4 с/с